# Richard Reitinger
Pour les articles homonymes, voir Reitinger.
Richard Reitinger, né le 6 avril 1951 à Munich (Allemagne), est un scénariste allemand.
Il est connu pour avoir co-écrit le film Les Ailes du désir de 1987 avec Peter Handke et le réalisateur Wim Wenders.

## Biographie
Originaire de Munich, Reitinger réside ensuite à Kleinmachnow et travaille comme directeur artistique à la  Hamburg Media School.
En 2015, Richard Reitinger fonde à la Hamburg Media School le programme « Médias numériques pour les professionnels des médias ayant un passé de réfugié » (Digitale Medien für Medienschaffende mit Fluchtgeschichte, DMF), qu'il dirige bénévolement. Le programme forme des journalistes et des cinéastes réfugiés issus de zones de crise et les place auprès d’entreprises médiatiques et de radiodiffuseurs.

### Les Ailes du désir
Alors que Peter Handke soumettait des écrits pour le projet, Richard Reitinger aide Wim Wenders à rédiger des scènes autour des contributions de Handke.
Reitinger retrouve ensuite Wim Wenders pour écrire avec Ulrich Ziegler la suite des Ailes du désir, Si loin, si proche !, Reitinger et Ziegler étant responsables de la majeure partie du scénario. Si Loin, si proche ! remporte ensuite le Grand Prix du Festival de Cannes en 1993.

## Filmographie partielle

### Au cinéma
Ses films incluent : 
- 1987 : Les Ailes du désir  de Wim Wenders
- 1987 : Helsinki-Napoli de Mika Kaurismäki
- 1990 : La Fille aux allumettes  d'Aki Kaurismäki (comme acteur)
- 1990 : Amazone  de Mika Kaurismäki
- 1993 : Si loin, si proche !  de Wim Wenders
- 1998 : La Cité des anges  de Wim Wenders (basé sur Les Ailes du désir)
- 2003 : SuperTex (en) de Jan Schütte
- 2007 : Une avalanche de cadeaux

### À la télévision
- 2000-2013 : Einsatz in Hamburg (de)  (série télévisée, 7 épisodes)
- 2010 : Le Secret des baleines de Philipp Kadelbach (téléfilm en deux parties)

## Récompenses et distinctions
- (en) Richard Reitinger: Awards, sur l'Internet Movie Database